# Lionel Hampton
Lionel Hampton, född 20 april 1908 i Louisville i Kentucky, död 31 augusti 2002 i New York i New York, var en amerikansk jazzmusiker, orkesterledare, slagverkare och vibrafonist.
Han lärde sig tidigt att spela trummor och fick sina första lektioner av en nunna vid Holy Rosary Academy. När han gick i skolan i Chicago fick han ett erbjudande att spela i ett tonårsband, men en kort tid senare lämnade den femtonårige Lionel sitt hem och reste till Los Angeles, där han spelade i ett antal mindre jazzorkestrar.
1930 fick Hampton en möjlighet att medverka i en grammofoninspelning med Louis Armstrong och i en paus började han spela lite på en vibrafon och fick i en av låtarna spela detta instrument. När Benny Goodman hörde skivan erbjöd han Hampton att spela in en skiva med honom och på detta vis bildades den mycket välkända ’’Benny Goodman Quartet’’. I den ingick också Gene Krupa på trummor och Teddy Wilson på piano. 
Hamp bildade så småningom en egen orkester, som blev känd över hela världen för sitt framstående jazzmusikaliska framträdande. Orkestern kom att fungera som skola för många av jazzens kända namn, till exempel Art Farmer, Quincy Jones, Charles Mingus, Dinah Washington och Aretha Franklin. Hampton skrev mer än 200 egna låtar och arrangemang och hans kanske mest kända är signaturmelodin Flying Home.